# Earth Crisis
Earth Crisis és una banda estatunidenca de hardcore punk de Syracuse, en actiu del 1989 al 2001, i que el 2007 va retornar al escenaris. Des del 1993, els membres més veterans del grup són el vocalista Karl Buechner, el guitarrista Scott Crouse, el baixista Ian Edwards i el bateria Dennis Merrick. El guitarrista Erick Edwards es va unir a la banda el 1998.
El grup és conegut per donar suport als drets dels animals, promoure un estil de vida vegà i straight edge i abordar qüestions de caràcter social i polític en les lletres. Earth Crisis és considerat un desenvolupador i una influència crucial tant per al gènere metalcore com pel moviment vegan straight edge.

## Trajectòria

### 1989-1995
El grup es va formar originalment el 1989, després que el baixista Karl Buechner li proposés la idea al seu amic DJ Rose, a qui coneixia perquè feien monopatí de carrer junts. Rose es va convertir en el vocalista i se'ls va unir Jesse Buckley a la bateria i John Moseman a la guitarra amb un compromís straight edge: «com un vincle per a tota la vida de no tocar mai una gota de verí. Volíem que la gent sabés que podia creure en nosaltres». Rose va batejar la banda amb el nom del disc homònim del 1984 de la banda anglesa de reggae Steel Pulse, perquè la seva portada retratava moltes de les coses a les quals «s'oposarien», com ara la fam a l'Àfrica, la Guerra Freda o el Ku Klux Klan.
La formació inicial va durar uns pocs concerts. Rose va decidir deixar el grup per a centra-se en l'organització de concerts. Buechner va continuar component i va crear una nova formació el 1991, després d'assistir a un campionat de monopatí on es va reunir amb membres del grup Framework. Va esdevenir-ne el cantant i se li van unir quatre dels cinc membres de Framework: el guitarrista Scott Crouse, el baixista Ian «Bulldog» Edwards, el guitarrista Ben Read i el bateria Michael Riccardi, que mantenien Earth Crisis com a projecte paral·lel. Tant Earth Crisis com Framework van aparèixer al recopilatori de 1992, Structure Hardcore Compilation, publicat pels membres del grup canadenc Chokehold. L'EP de tres cançons d'Earth Crisis, All Out War, va significar el seu debut el 1992.
L'estiu de 1993, a l'inici de la gira d'All Out War, Earth Crisis va gravar l'EP Firestorm a l'estudi de Bill Korecky a Cleveland i el va publicar amb Victory Records. Per a aquest àlbum, Riccardi va ser substituït per Dennis Merrick i, més endavant, Ben Read va ser substituït per Kris Wiechmann.
Destroy the Machines, el seu primer disc de llarga durada, es va publicar el 1995 i es va convertir en l'àlbum més venut de la història de Victory Records. A finals d'any, el grup va patir un accident amb la furgoneta resultant ferits els membres de la banda, especialment Merrick. Durant el temps de recuperació, els altres membres van formar el grup Path of Resistance amb Riccardi, Rose i un altre amic per a mantindre's ocupats.

### 1996-2001
Gomorrah's Season Ends de 1996 va aportar una forma més complexa i desenvolupada de metalcore i, poc després, van inaugurar l' Ozzfest. La seva popularitat va créixer, signant un contracte amb Roadrunner Records, i la banda va publicar Breed the Killers el 1998, el primer amb el guitarrista Erick Edwards (germà del baixista Ian Edwards) en substitució de Wiechmann. L'àlbum va ser produït per Andy Sneap i va comptar amb la col·laboració del vocalista i guitarrista de Machine Head Robb Flynn.
L'any 2000, el grup va tornar a Victory Records amb la publicació de Slither. Amb més èmfasi en la producció i un canvi d’estil dirigit cap al nu metal, va provocar reaccions enfrontades de crítica i públic, tot i tenir un recorregut comercial considerable. El seu darrer àlbum abans de la ruptura va ser el 2001 Last of the Sane, que incloïa versions de cançons de The Rolling Stones, Slayer, Led Zeppelin, Cream i Dead Kennedys.
El 2001, Earth Crisis es va dissoldre perquè alguns dels membres ja no podien participar en una banda de gira a temps complet a causa de les seves obligacions personals. Van tocar el darrer concert de la seva carrera inicial al Hellfest de Siracusa. Després de la dissolució de la banda, Buechner, Bulldog i Erick Edwards van formar Freya, anomenat així per la deessa nòrdica de la fertilitat. Mentrestant, Crouse i Dennis Merrick es van traslladar a Califòrnia i van formar el grup Isolated.

### 2007-2009
El 27 de gener de 2007, Earth Crisis va tocar al Maryland Metal and Hardcore Festival. Tot i que inicialment es va planejar com un concert puntual, el van seguir nombroses actuacions americanes i europees. Earth Crisis va encapçalar el Firestorm Fest a principis del 2008.
El 10 de setembre de 2008 es va anunciar que havien signat un contracte amb Century Media Records. Van entrar a l'estudi el 16 d'octubre de 2008 per a gravar un nou disc i Tue Madsen se'n va encarregar de la producció musical. To the Death, es va publicar a Europa el 20 d'abril de 2009 i a Amèrica del Nord el 5 de maig de 2009.

### 2010-present
El març de 2010, Earth Crisis va anunciar que el bateria Andy Hurley de Fall Out Boy seria el músic de gira per a una part de la gira, ja que Merrick només estarà disponible per a determinades dates.
Earth Crisis va llançar el seu vuitè àlbum d'estudi Salvation of Innocents el 4 de març de 2014. Un còmic de la sèrie Liberator publicat per Black Mask Studios es va fer en col·laboració amb la banda i es va publicar simultàniament amb l'àlbum, compartint concepte i disseny.
Quan se li va preguntar quines deu bandes van inspirar Earth Crisis al llarg dels anys en una entrevista del 2016, Scott Crouse va citar DYS, Judge, Corrosion of Conformity, Agnostic Front, Slayer, Sepultura, Metallica, Conviction, Zero Tolerance i Iron Maiden.

## Ideologia
Earth Crisis està en contra de l'ús de les drogues recreatives, dels productes d'origen animal, de la investigació animal, de la cria intensiva d'animals, del comerç il·legal de drogues i de la pèrdua de terres conreables causada per les guerres i el col·lapse ecològic. D'altra banda, promou el veganisme, l'empoderament, l'acció directa i organitzacions com Earth First!, Sea Shepherd Conservation Society i el Front d'Alliberament Animals. Les seves lletres inclouen crítiques contra el supremacisme blanc i, sobretot a Breed the Killers, els governs totalitaris. Slither incorporà qüestions actuals com l'enginyeria genètica i la Segona esmena de la Constitució dels Estats Units. Segons el sociòleg Ross Haenfler, Earth Crisis combina «el compromís sincer de l'straight edge amb la política de base de Manliftingbanner».
En una entrevista de 1998 amb Roadrunner Records, Karl Buechner va descriure la filosofia de Earth Crisis: «vull resumir-la en una sola noció: la responsabilitat personal. Respecte per vosaltres mateixos i respecte per la vida dels éssers innocents que ens envolten». Va afegir que «estar lliure de drogues no et converteix en una bona persona, has d'utilitzar aquesta claredat mental per a participar activament en la lluita que s'està duent a terme per l'alliberament de la terra, dels humans i dels animals». El seu missatge es desvinculava de les actituds posicore en la defensa d'una acció directa violenta. Això no obstant, considera que només s'ha d’utilitzar com a últim recurs: «la destrucció i la violència són les últimes coses que vull veure però, tràgicament, de vegades són necessàries. Donem fins ara un valor més gran a la vida dels éssers innocents que a qualsevol tipus de valor que es pugui atorgar a algú sàdic o avariciós i que no vulgui canviar el seu ànim de lucre».
La banda ha citat autors com Peter Singer, John Robbins i Huey P. Newton com a inspiradors. En els seus concerts hi ha normalment informació sobre organitzacions com People for the Ethical Treatment of Animals i Greenpeace, entre d'altres. Han fet concerts benèfics per a l'Animal Defense League.
A Earth Crisis se la relacionat amb la subcultura hardline, però no estan en contra de l'homosexualitat i creuen que l'avortament hauria de ser una opció en alguns casos. Tampoc no tenen un posicionament religiós i consideren que es tracta d'una elecció personal.

## Influència
Earth Crisis va tenir un gran impacte tant en l'escena hardcore punk com en els seus ideals. Segons MetalSucks: «per a qualsevol persona que no estigués en l'escena hardcore de llavors, és difícil descriure la repercussió que va tenir o el controvertit que van ser. O se'ls estimava o se'ls odiava per haver incorporat tant el metal com el veganisme a l'escena». El sociòleg Ross Haenfler va afirmar a The Vinyl Factory que «Earth Crisis es va convertir en la cara més coneguda de l'straight edge al llarg de la dècada del 1990 gràcies a la confluència de l'activisme radical pels drets dels animals, el so metalcore més agressiu i els nombrosos seguidors», convertint-se en «una de les bandes més controvertides de la història de l'escena».
Els seus àlbums Firestorm, Destroy the Machines i Gomorrah's Season Ends van influir especialment en el gènere emergent del metalcore. Segons l'escriptor Andrew O'Neill, «Earth Crisis va inspirar un so més heavy metal en el hardcore i la distinció entre els dos gèneres va començar a esmicolar-se» després de la publicació d'aquests discos.
En gran manera, Earth Crisis va ser responsable de l'augment de la militància vegan straight edge a mitjan anys 1990, quan el veganisme rarament era present a la cultura dominant. Haenfler va afirmar que, mentre «les bandes anteriors defensaven el vegetarianisme, per exemple Youth of Today, Insted i Manliftingbanner, Earth Crisis va fer que els drets dels animals i l'ecologisme fossin el centre de l'escena, inspirant a milers de joves a renunciar completament als productes d'origen animal». També van generar molts militants a l'escena perquè el seu missatge «transmetia la sensació d'urgència d'una manera que no s'havia vist mai», segons l'activista Peter Daniel Young.
Algunes de les seves cançons han passat a ser considerades himnes, com «Firestrom» per al moviment straight edge i «Ultramilitance» per al moviment ecoterrorista. També van cridar l'atenció dels principals mitjans de comunicació, essent entrevistats per CNN, CBS i The New York Times, mentre que el cantant Karl Buechner va ser convidat a parlar al Congrés dels Estats Units sobre joves i abús de drogues.

## Discografia

### Àlbums d’estudi
- Destroy the Machines (1995, Victory Records)
- Gomorrah's Season Ends (1996, Victory Records)
- Breed the Killers (1998, Roadrunner Records)
- Slither (2000, Victory Records)
- Last of the Sane (2001, Victory Records)
- To the Death (2009, Century Media Records)
- Neutralize the Threat (2011, Century Media Records)
- Salvation of Innocents (2014, Candlelight Records)

### EP
- All Out War (EP) (1992, Conviction Records)
- Firestorm (EP) (1993, Victory Records)
- Forced to Kill (7") (2009, Seventh Dagger Records)
- The Discipline (EP) (2015, Bullet Tooth Records)

### Directes i recopilatoris
- The California Takeover (1996, Victory Records, compartit amb Strife i Snapcase)
- The Oath That Keeps Me Free (1998, Victory Records)
- Forever True – 1991–2001 (2001, Victory Records)

### Videoclips
- "Broken Foundation" (1996)
- "Killing Brain Cells" (2000)
- "Provoke" (2000)
- "Nemesis" (2000)
- "To Ashes" (2009)
- "Total War" (2011)